# LYVE1
LYVE1 (Endothelialer Hyaluronsäurerezeptor 1 der Lymphgefäße, englisch lymphatic vessel endothelial hyaluronic acid receptor 1) ist ein bei Säugetieren vorkommendes Protein, das auf dem gleichnamigen Gen auf Chromosom 11 (Genlocus 11p15.4) kodiert ist. Es wird hauptsächlich von endothelialen Zellen der Lymphgefäße exprimiert.
LYVE1 ist an Erkrankungen wie dem kapillären Lymphangiom und der kompletten Androgenresistenz beteiligt. Auch hat es für den Stoffwechsel der Glykosaminoglykane Bedeutung. Ein wichtiges paraloges Gen ist CD44. Folgende Transkriptionsfaktoren regulieren LYVE1: GR, GR-alpha, Lmo2, Nkx2-5, MZF-1, c-Fos, HOXA5, AREB6, AP-1 und c-Jun.